# Ali Lamine Zeine

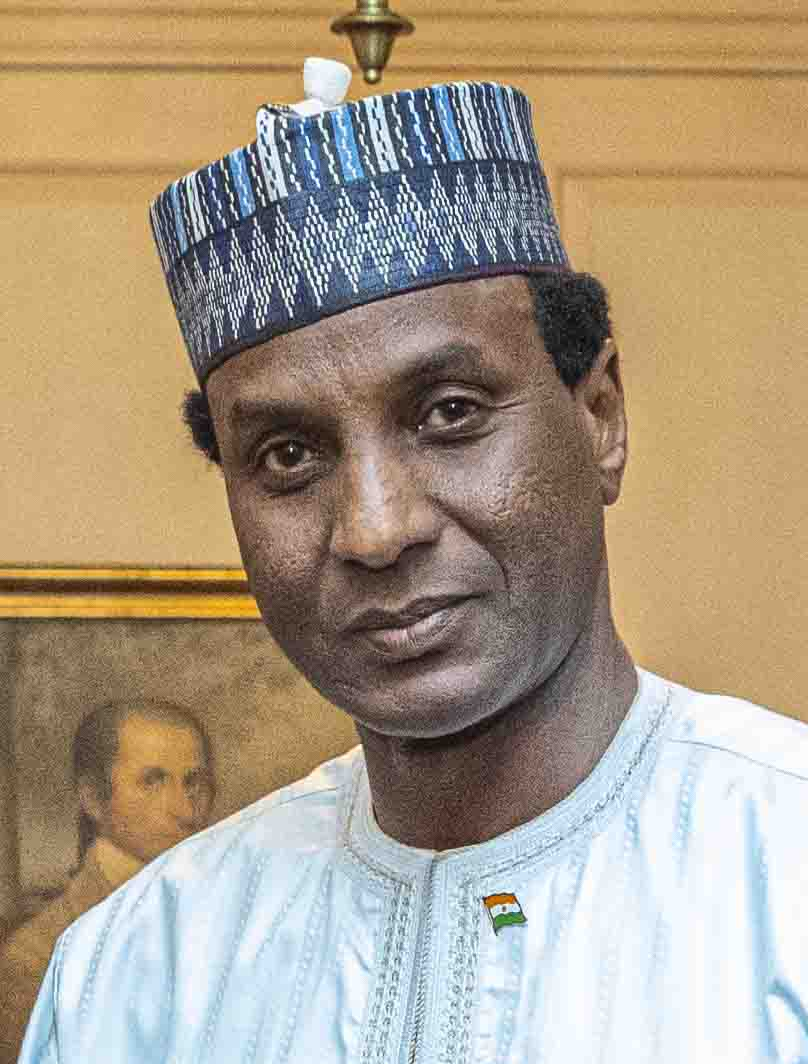
Zeine in 2024

Ali Mahamane Lamine Zeine (geboren in 1965 in Zinder) is een Nigerees politicus en econoom die sinds 2023 premier van Niger is. Hij werd op 8 augustus 2023 door de militaire junta van Niger benoemd tot premier en tot minister van financiën op 10 augustus 2023. Eerder was hij van 2003 tot 2010 minister van economie en financiën.